# Yvonne Sciò
Yvonne Brulatour Sciò (n. 25 de julio de 1969) es una actriz y modelo italiana.

## Vida privada
Sciò se casa con Stefano Dammicco el 12 de noviembre de 2005.
Ese mismo año apareció en las noticias tras ser agredida por su amiga y modelo Naomi Campbell, durante un evento en la ciudad de Roma. Campbell dijo que se había enfadado con Sciò porque llevaba un vestido muy parecido al suyo. Tras un tiempo, la justicia dio la razón a Yvonne Sciò.
El 26 de julio de 2008 dio a luz a su hija Isabella Beatrice, fruto de su relación con Stefano Dammico.

## Filmografía
- A cena col vampiro (1988)
- Stasera a casa di Alice (1990)
- Sabato italiano (1992)
- Infelici e contenti (1992)
- Deathline (1997)
- She's So High (1999) (video musical de Tal Bachman)
- Milonga (1999)
- Passport to Paris (1999)
- layover (2000)
- La Vérité si je mens ! 2 (2001)
- Sorority Boys (2002)
- Rose Red (2002) televisión miniserie/DVD
- Torrente 3: el protector (2005)
- La pantera rosa (2006)
- La masseria delle allodole (2007)
- The Hideout (2007)
- Brothel (2008)